# ヨゼフ・チャペック
ヨゼフ・チャペック（チェコ語: Josef Čapek、1887年3月23日 - 1945年4月12日）は、チェコの画家、著作家、園芸家、ホロコースト犠牲者。

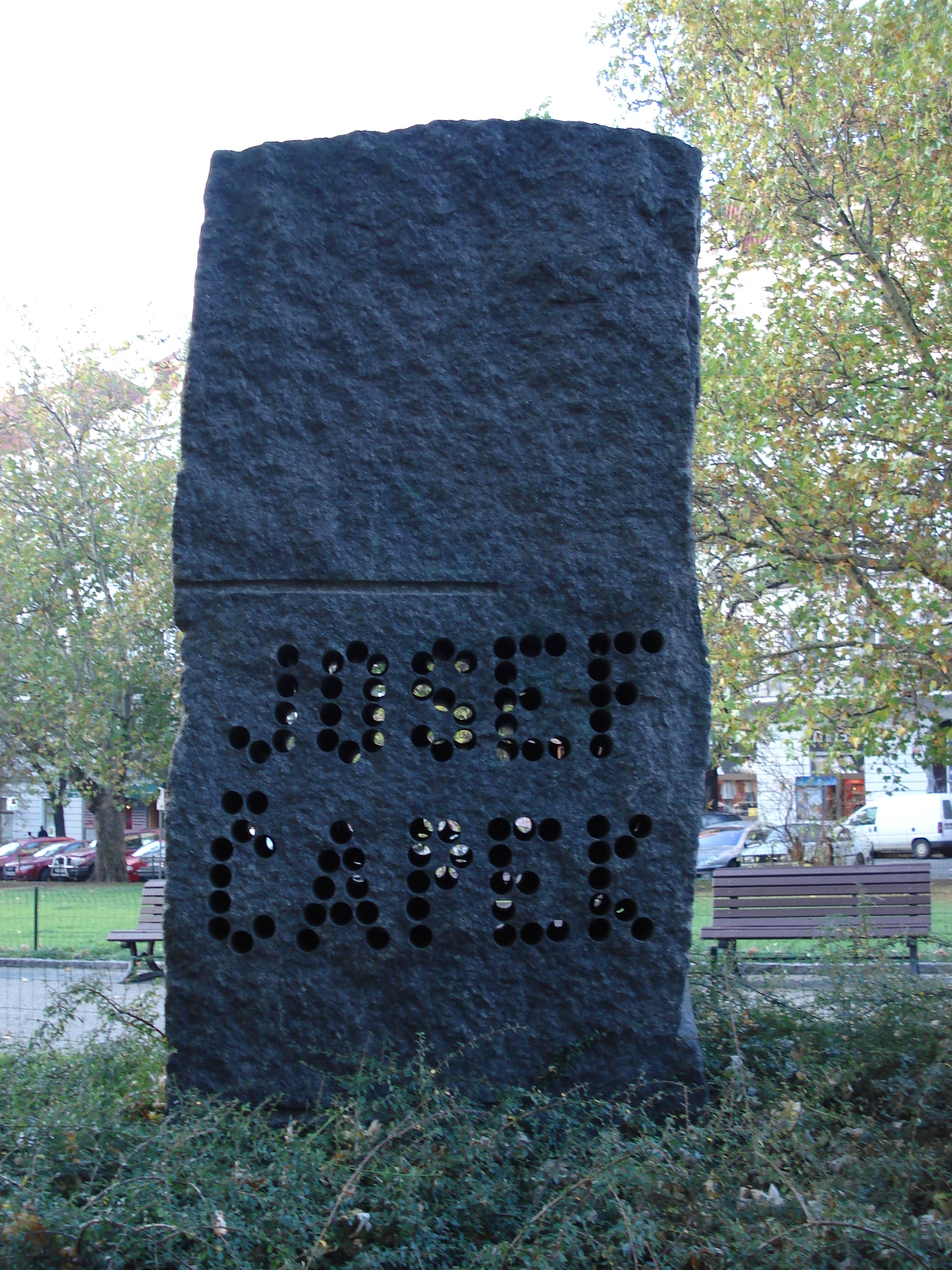
プラハにあるチャペック兄弟の碑（ヨゼフ側）

## 経歴
1887年、オーストリア＝ハンガリー帝国のボヘミア地方（後にチェコスロバキアを経てチェコ共和国）・フロノフに生まれる。チェコの国民的作家であるカレル・チャペックの実兄として知られるが、13歳で学業のため家族のもとを離れる。
20歳でカレルと再会。1916年、チャペック兄弟として正式にデビュー。1921年、カレルと共にプラハの「Lidové Noviny 紙」に入社して紙面の風刺漫画を担当。カレルは1938年に死去。
ナチズムとアドルフ・ヒトラーに対する際どい批判により、ドイツがチェコスロバキアに侵攻した1939年に逮捕・収監され、収容所が解放される3日前の1945年4月12日、ベルゲン・ベルゼン強制収容所で処刑されて亡くなったとされる。

## 創作活動・作品
- 画家としての活動に留まらず、カレルとの共著で多くの舞台劇や短篇の物語(主に児童書)、批評文を執筆した。
- カレルの著作を含めた多くの書籍の装丁や挿絵を手がけた。1929年には弟カレルが出版した『園芸家12カ月』に挿絵を提供している。
- 兄弟は園芸家としても知られている。
- カレルの代表作でもある戯曲『R.U.R.』における「ロボット」という用語を考案したという話でも知られている。また、自身がイラストも担当した『こいぬとこねこは愉快な仲間』（Povídání o pejskovi a kočičce）はチェコの児童文学における古典として知られる。

## 主な日本語訳された作品
- 『人造人間　ヨゼフ・チャペックエッセイ集』飯島周編訳、平凡社、2000年
  - 新編『ヨゼフ・チャペックエッセイ集』平凡社ライブラリー、2018年
- 『こいぬとこねこのおかしな話』木村有子訳、岩波少年文庫、2017年
- 『独裁者のブーツ　イラストは抵抗する』増田幸弘・増田集編訳、共和国、2019年

## 絵画作品

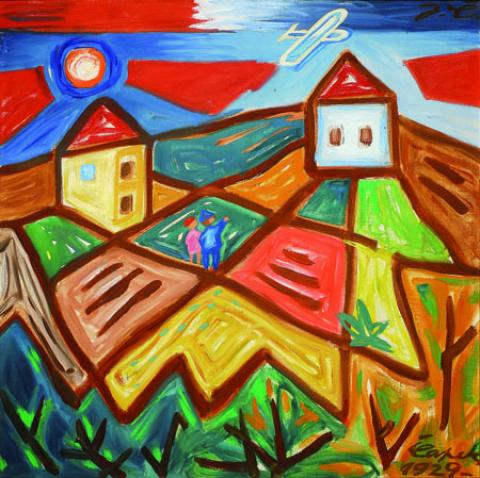
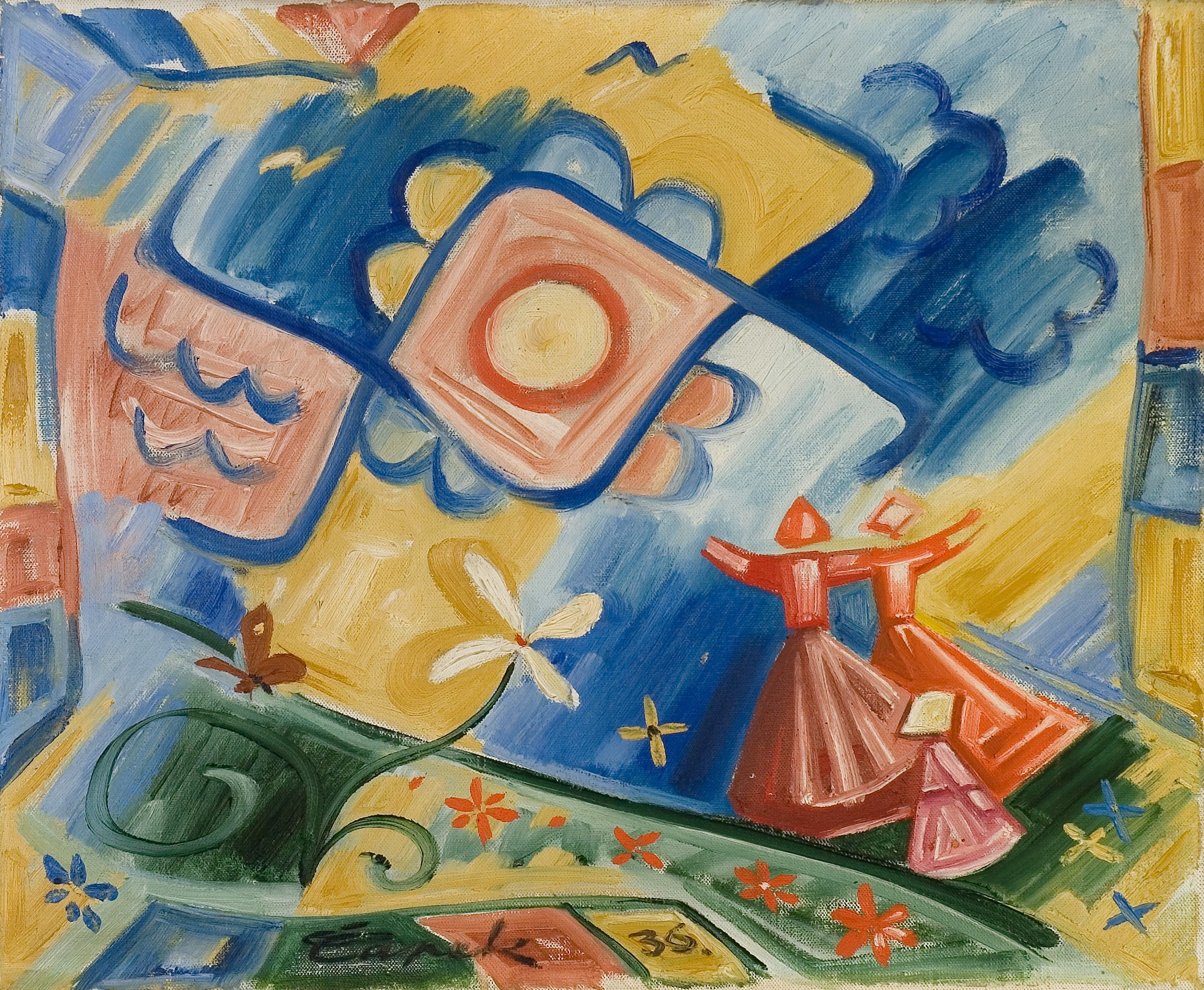
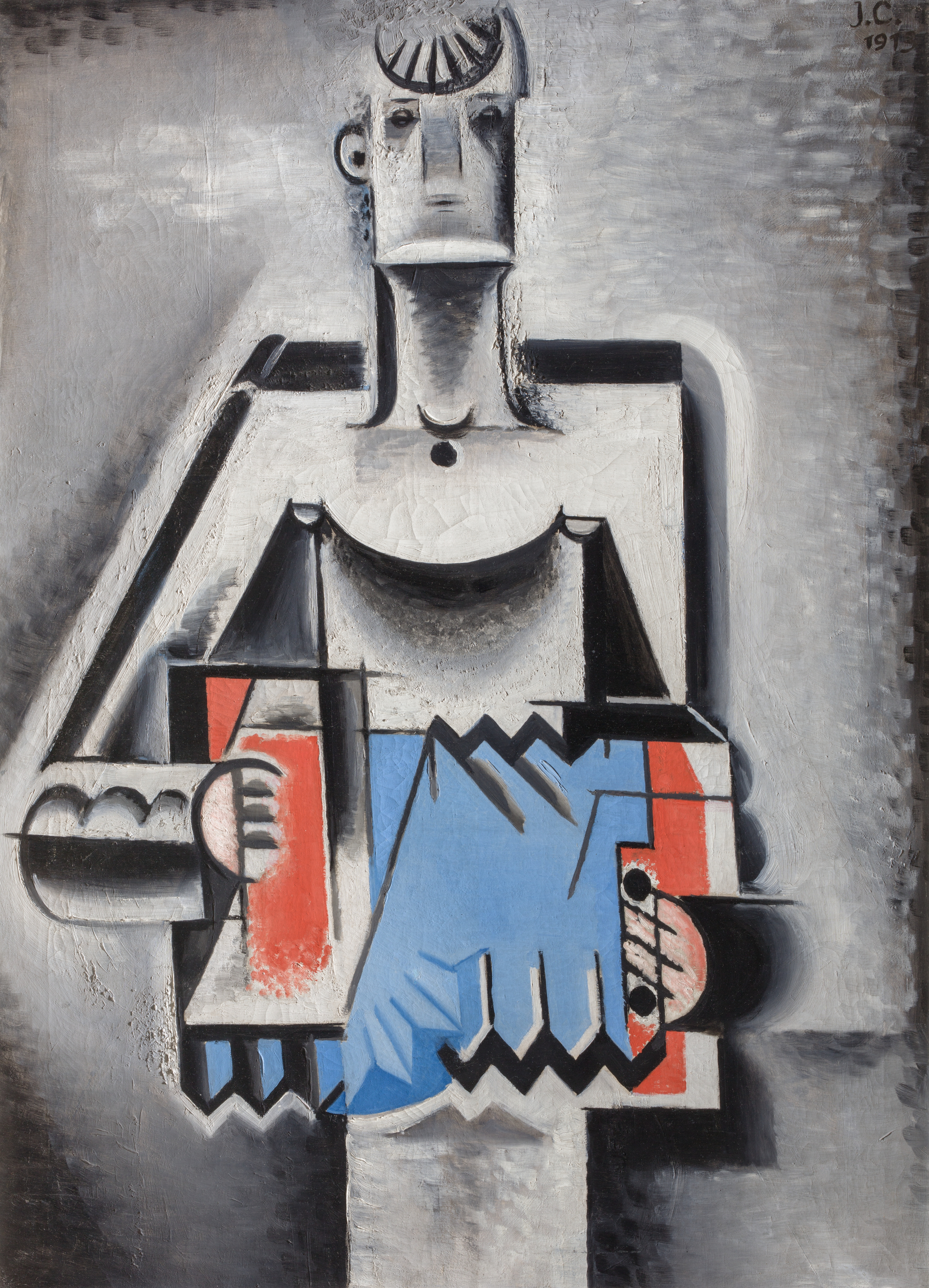
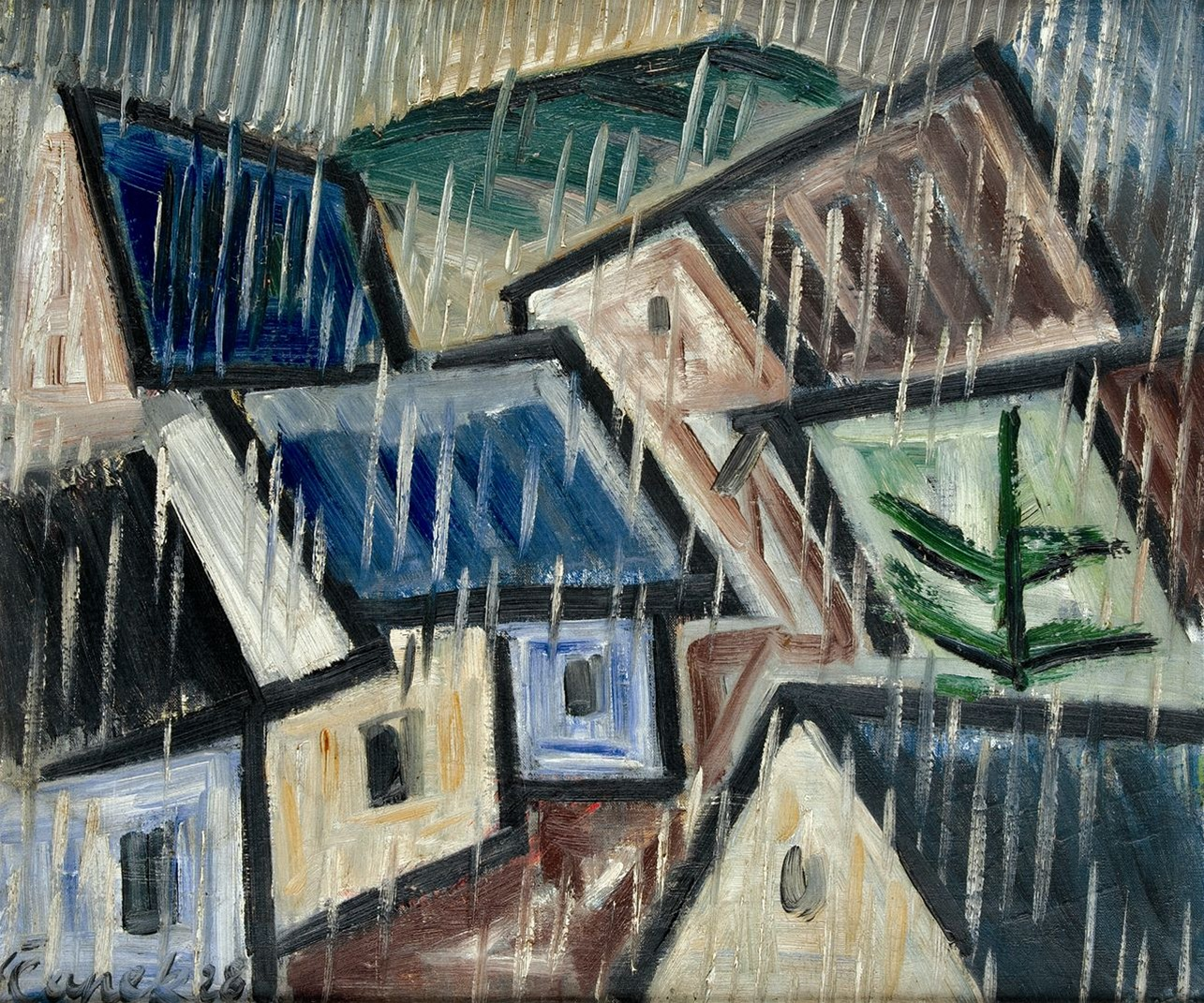
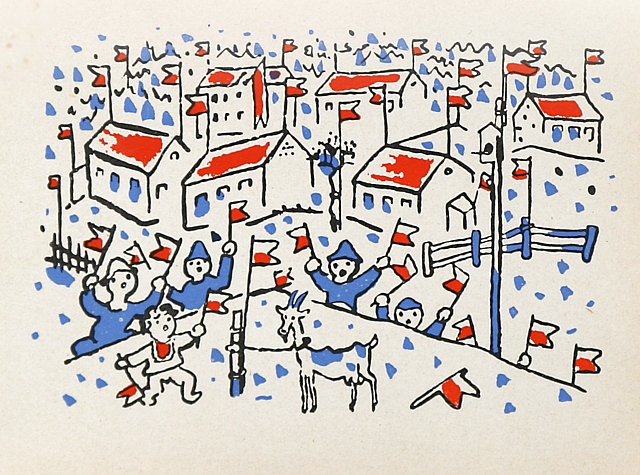
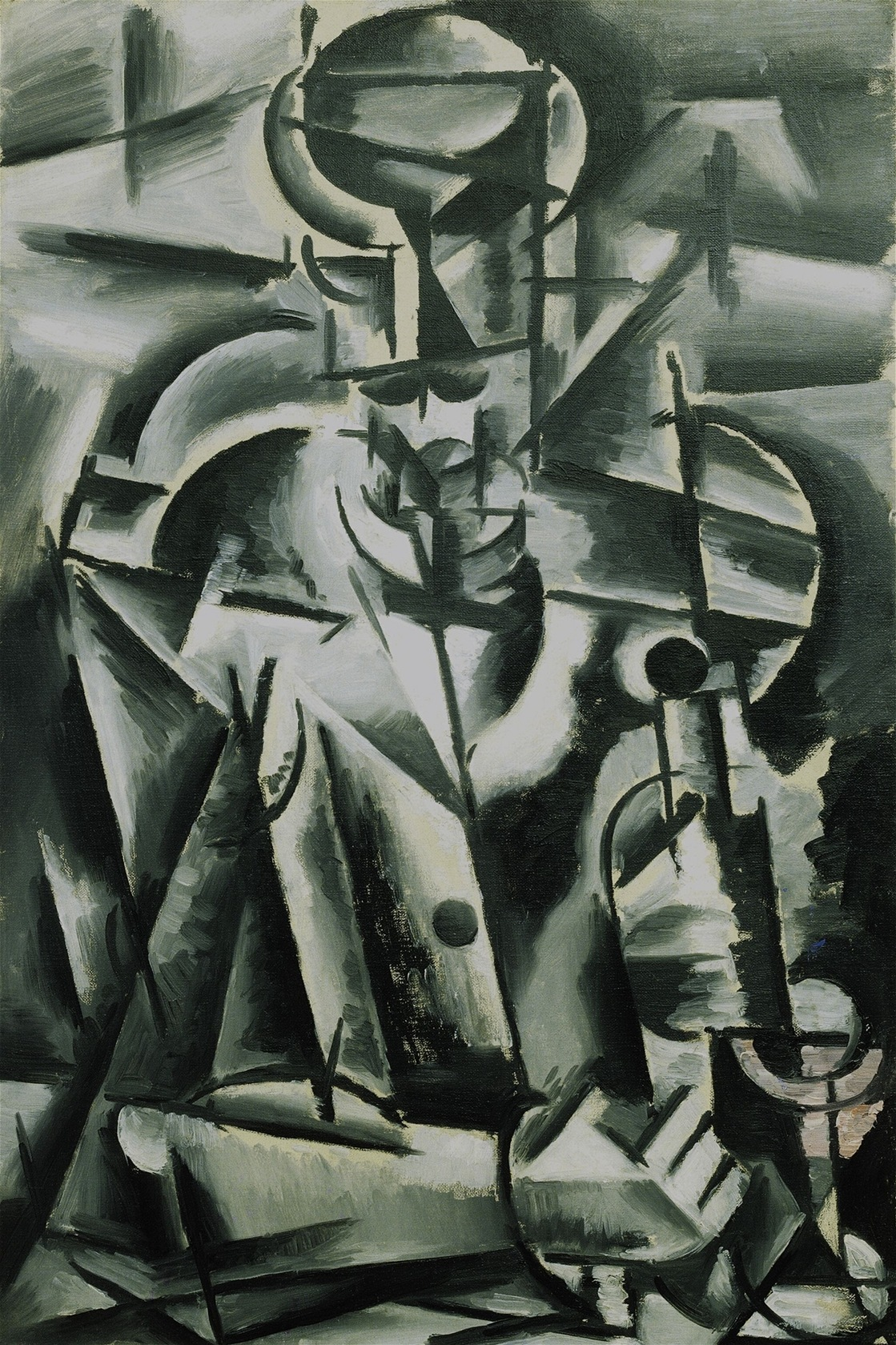
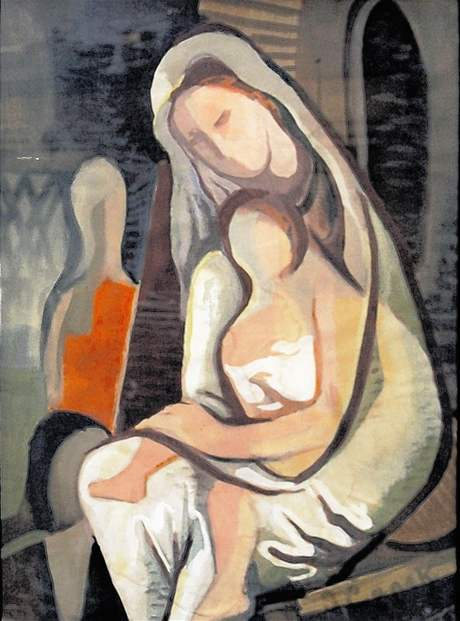
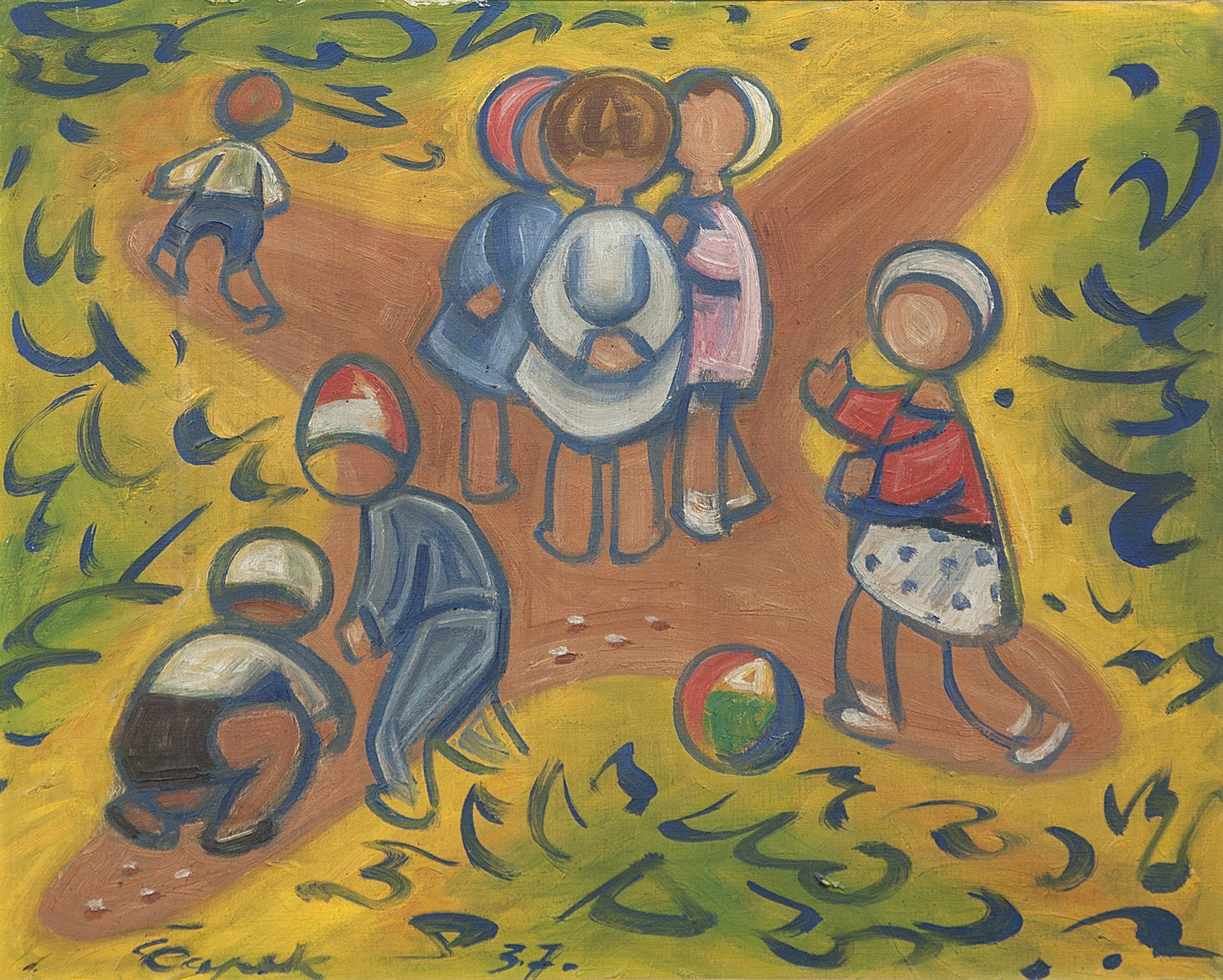
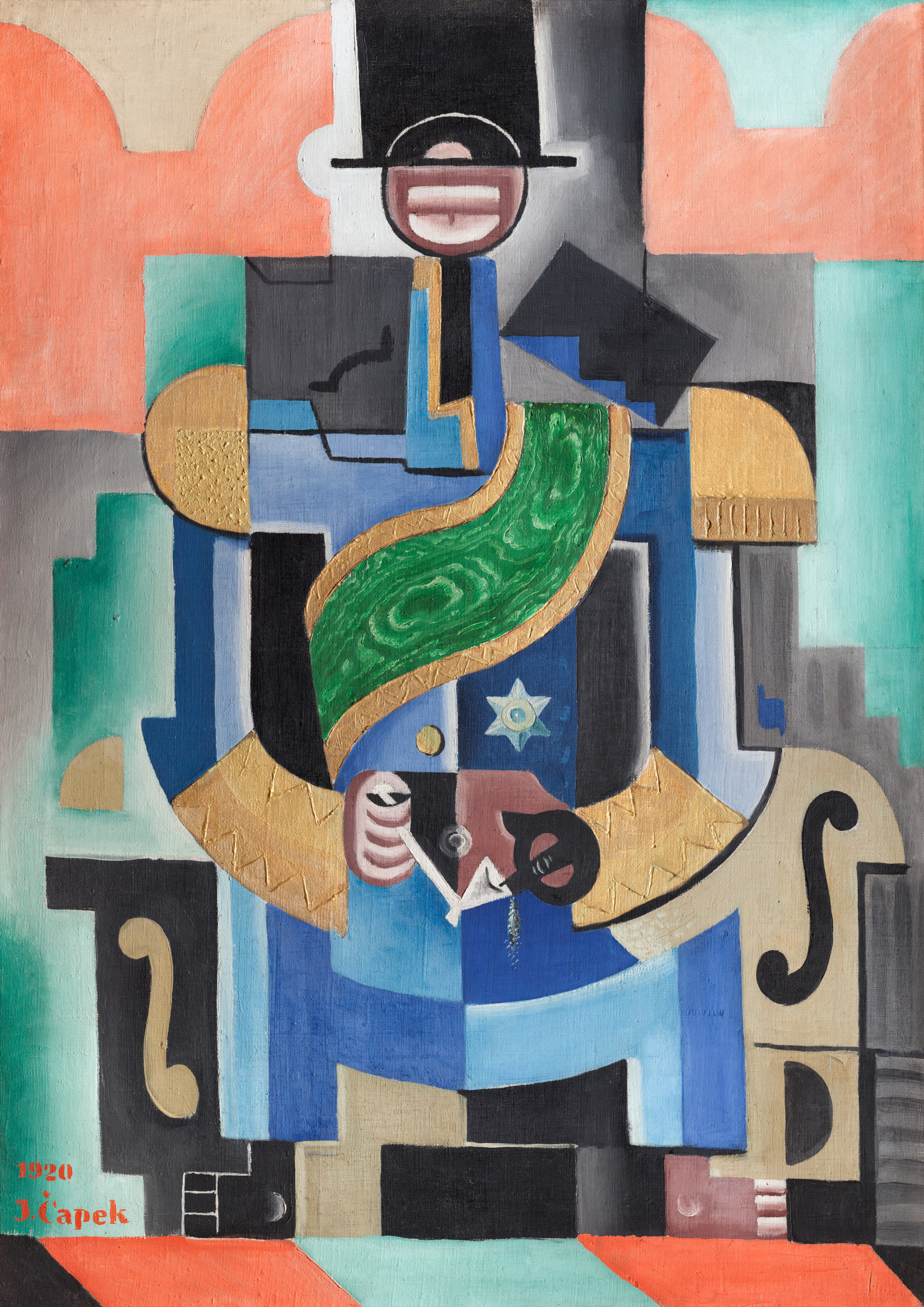
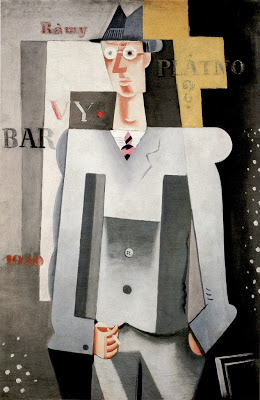